# Fadesa

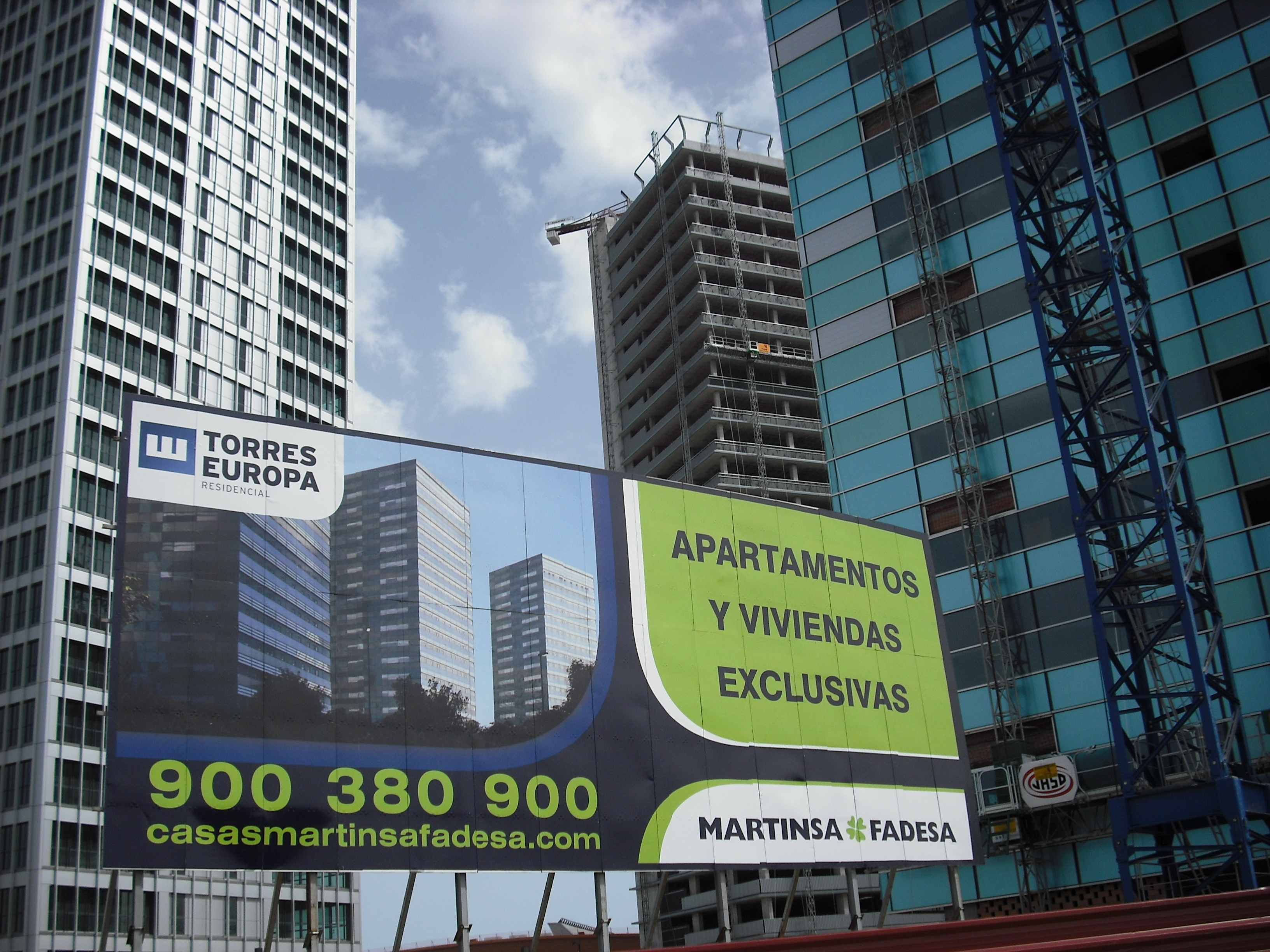
Edificis en construcció per Martinsa-Fadesa a la plaça Europa de l'Hospitalet de Llobregat

FADESA va ser un dels principals grups immobiliaris de l'estat espanyol. Creada a La Corunya per Manuel Jove a finals dels anys 70, al començament es va especialitzar en el desenvolupament de grans projectes d'habitatge protegit.
L'empresa va tenir presència en la pràctica totalitat del territori espanyol a través de 20 delegacions i més de 50 punts de venda. A nivell internacional va participar en grans projectes com el major resort turístic del Marroc amb una superfície de 300.000 metres quadrats.
El 2008, i després de la seva fusió amb Martinsa, va anunciar la fallida i posterior concurs de creditors (el més gran de la història espanyola fins al moment) per no poder atendre el seu deute, contret, en bona part, durant la fusió d'ambdues empreses.

## Història
L'any 1993 va començar la seva activitat fora de Galícia. Primer a Castella i Lleó i més endavant en la resta de comunitats de l'estat. L'any 1999 l'empresa dona el salt internacional i entra en el mercat de Portugal i l'any 2000 obre la seva delegació al Marroc.
L'any 2004 1200 veïns agrupats sota el Col·lectiu Nacional d'Afectats Sindrome Fadesa, van iniciar la via penal contra la companyia, sota les acusacions de delicte de risc, falsedat documental i estafa. Actualment i després de diversos mesos es va a iniciar la vista sobre la denúncia.
El 2006, la immobiliària Martinsa, el president de la qual és Fernando Martín, va llençar una OPA amistosa pel 100% de Fadesa per 4.045,2 milions d'euros, obligant a Fadesa a abandonar l'Ibex-35.
El 14 de desembre de 2007, Fadesa va realitzar la seva fusió amb Martinsa per donar lloc a un nou grup cotitzat amb el nom Martinsa-Fadesa. El nou grup tenia previst diversificar la seva activitat cap a l'obra civil i les energies renovables i, traslladant la seva seu operativa a Madrid, però mantenint la seu social a La Corunya.
El 14 de juliol de 2008, Martinsa-Fadesa decideix el concurs voluntari de creditors davant la seva greu situació de tresoreria, després de negar-se-li el finançament necessari per a tirar endavant el seu projecte. Aquesta decisió del consell d'administració de Martinsa-Fadesa, que equival a la suspensió de pagaments, va ser presentada l'endemà en els jutjats de La Corunya (seu de la immobiliària), a més va proposar al Ministeri de Treball un expedient de regulació d'ocupació (ERE) que, en principi, afectaria a 234 empleats (un 26,5% de la plantilla).
S'estima que el deute del grup és de més de 7.000 milions d'euros i que 12.500 famílies podrien haver iniciat la compra d'habitatges amb MARTINSA-FADESA i no tenir clara l'adquisició definitiva. Aquesta suspensió de pagaments s'ha convertit en la més important de la història econòmica d'Espanya.

## Xifres econòmiques
Martinsa-Fadesa va reduir la venda d'habitatges en 2007 en un 36%, venent 6.691 habitatges enfront de 10.446 en el 2006.
El 2007, el deute de Martinsa-Fadesa ascendien a 5.153 milions. Endeutament equivalent al 40% del valor total dels actius del grup, estimat en uns 13.000 milions d'euros.
Part del deute correspon al finançament que Martinsa va sol·licitar per a abordar la compra de Fadesa a través d'una Oferta Pública d'Adquisició d'accions (OPA).